# Splendrillia majorina
Splendrillia majorina is een slakkensoort uit de familie van de Drilliidae. De wetenschappelijke naam van de soort is voor het eerst geldig gepubliceerd in 1979 door Beu.